# Амаро Парго
Амаро Родрігес Феліпе-і-Техера-Мачадо, відоміший як Амаро Парго (ісп. Amaro Rodríguez Felipe y Tejera Machado, Amaro Pargo; 3 травня 1678 року, Сан-Кристобаль-де-ла-Лагуна, Тенерифе — 4 жовтня 1747 року, там же) — іспанський капер і торговець. Один із найвідоміших каперів Золотої доби піратства.

## Біографія
Народився 3 травня 1678 року в Сан-Кристобалі на острові Тенерифе, Канарські острови. Його юність пройшла під впливом чим більшої присутності піратів на островах. Ставши капером, він на своїх суднах займався перевезенням рабів і використовував їх на плантаціях у Карибському морі. Був дуже багатий. Перебуваючи у дружніх стосунках із монахинею Марією де Леон Белло-і-Дельгадо, він став займатися благодійною діяльністю серед бідних. Амаро Парго став свідком багатьох чудес цієї черниці.
Будучи капером, Амаро Парго вступав у конфлікт із деякими відомими та впливовими піратами, зокрема з Чорною Бородою. Перед смертю Амаро Парго було оголошено пером.

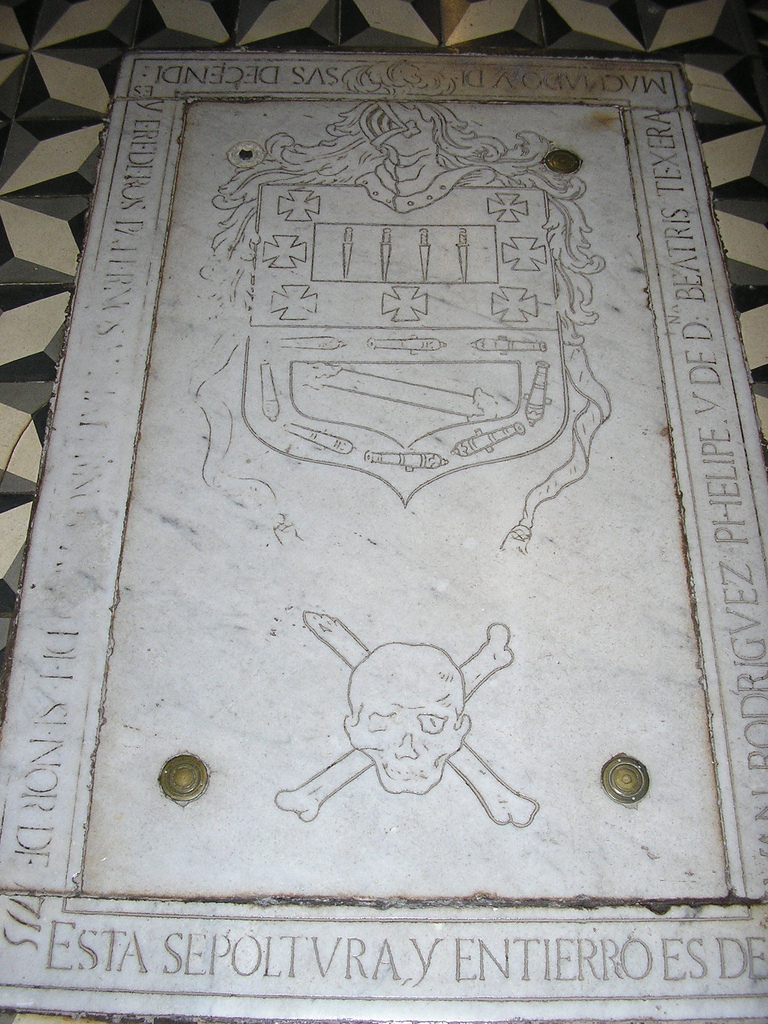
Гробниця Пірату Амаро Парго

Він помер 4 жовтня 1747 року в Сан-Кристобаль-де-ла-Лагуна і був похований у монастирі Санто-Домінго в тому самому місті.
Деякий час Амаро Парго вважався в Іспанії національним героєм через його боротьбу з ворогами іспанської корони і набув репутації, що перевищує популярність Чорної Бороди та Френсіса Дрейка.

## Ексгумація
У листопаді 2013 року його останки були ексгумовані групою археологів та судово-медичних експертів з Автономного університету Мадрида, щоб провести їх вивчення, у тому числі аналіз ДНК та реконструкцію особи.
Ексгумація була профінансована французькою відеокомпанією Ubisoft для четвертої серії гри під назвою «Assassin's Creed IV: Black Flag», в якій Амаро Парго став одним з головних героїв гри.